# Picosulfat de sodiu
Picosulfatul de sodiu (cu denumirea comercială Dulcopic) este un medicament laxativ utilizat în tratamentul constipației. Calea de administrare disponibilă este cea orală.

## Utilizări medicale
Picosulfatul de sodiu este utilizat în tratamentul episoadelor acute ale constipației, dar se mai utilizează și înaintea intervențiilor chirurgicale, nașterii sau examenului radiologic.
Efectul său se instalează în aproximativ 12-24 de ore, necesitând acțiunea la nivelul colonului.

## Mecanism de acțiune
Picosulfatul de sodiu este un promedicament. Nu prezintă efecte semnificative directe la nivelul intestinului, dar este metabolizat sub acțiunea florei intestinale la compusul activ, care este 4,4'-dihidroxidifenil-(2-piridil)metanul (DPM, BPHM). Acest compus format acționează local ca laxativ, stimulând peristaltismul intestinal.